# Štefan Pekár
Štefan Pekár (Kanianka, 3 dicembre 1988) è un calciatore slovacco, centrocampista del Kanianka.

## Caratteristiche tecniche
È un trequartista.

## Palmarès

### Club

#### Competizioni nazionali
- Campionato slovacco: 1

Spartak Trnava: 2017-2018
- Coppa di Slovacchia: 1

Spartak Trnava: 2018-2019